# ČSAD Autobusy České Budějovice

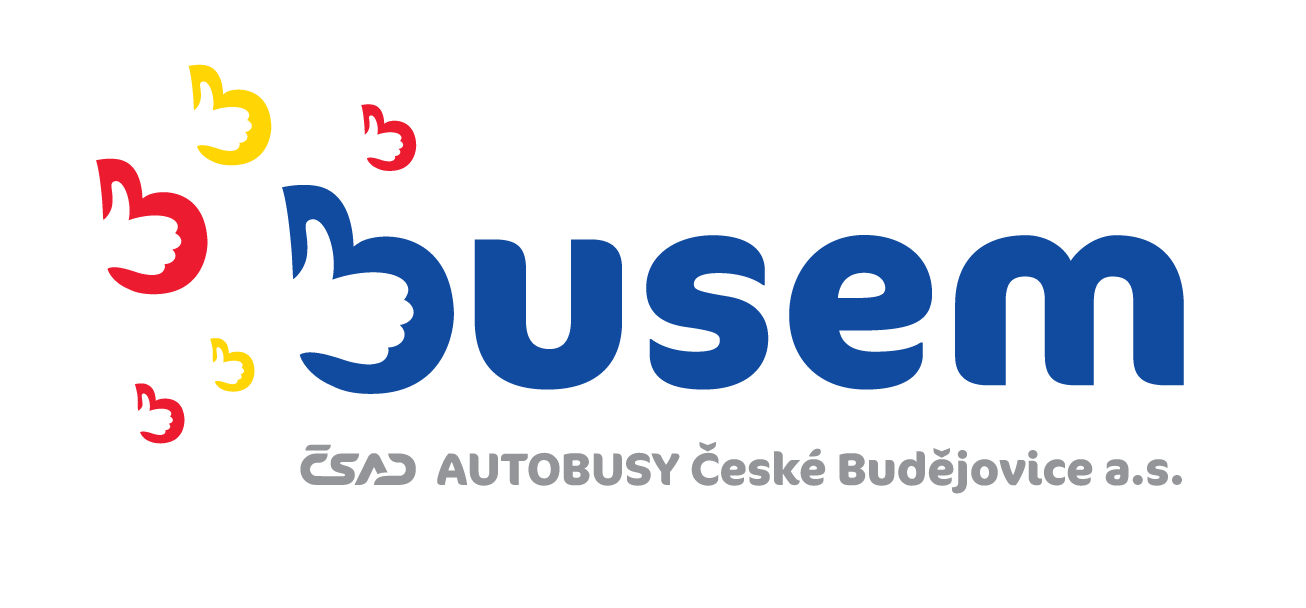
Společnost používá logo BUSEM

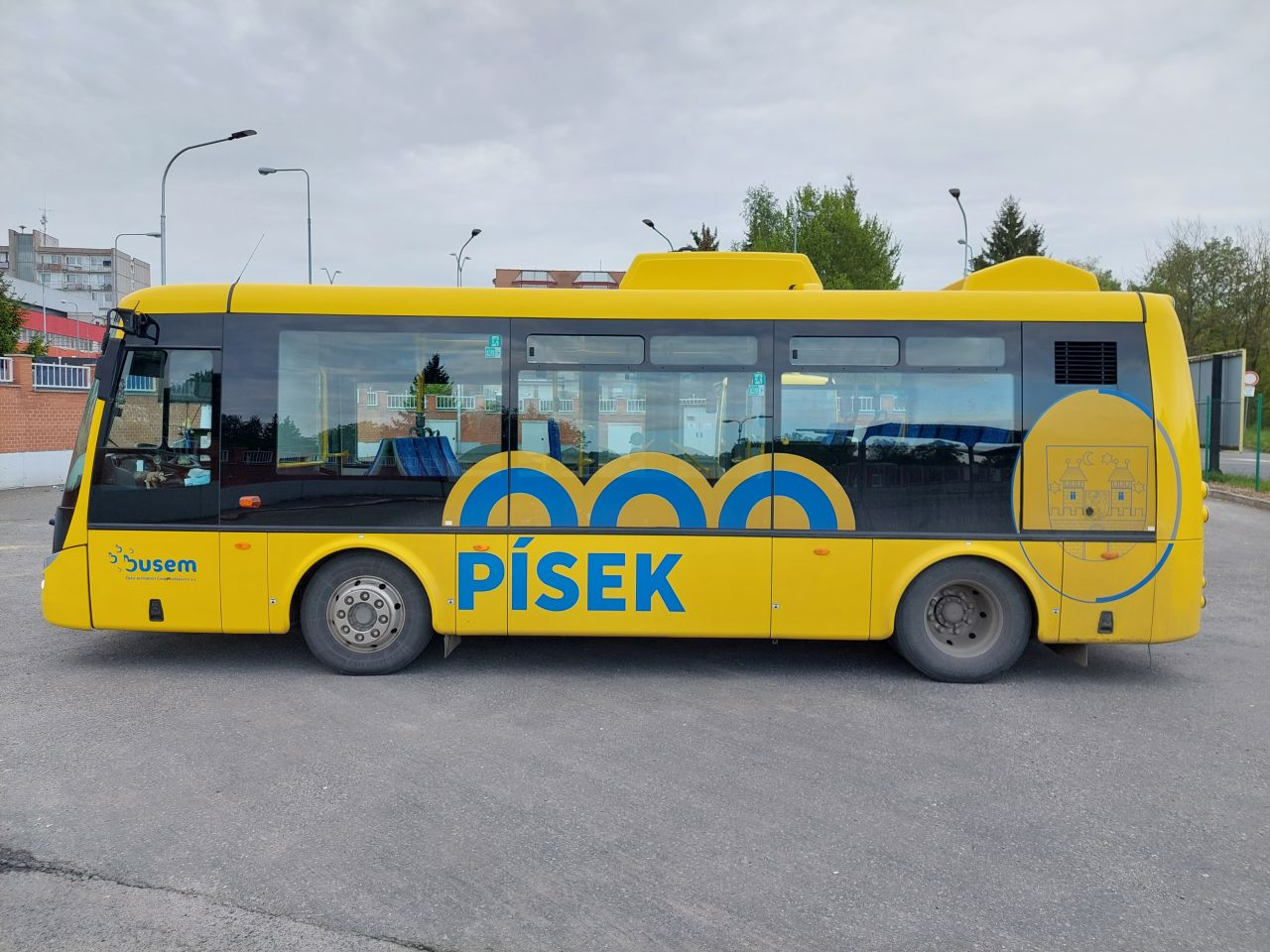
Městský elektrický autobus SOR EBN 8 v Písku na autobusovém nádraží

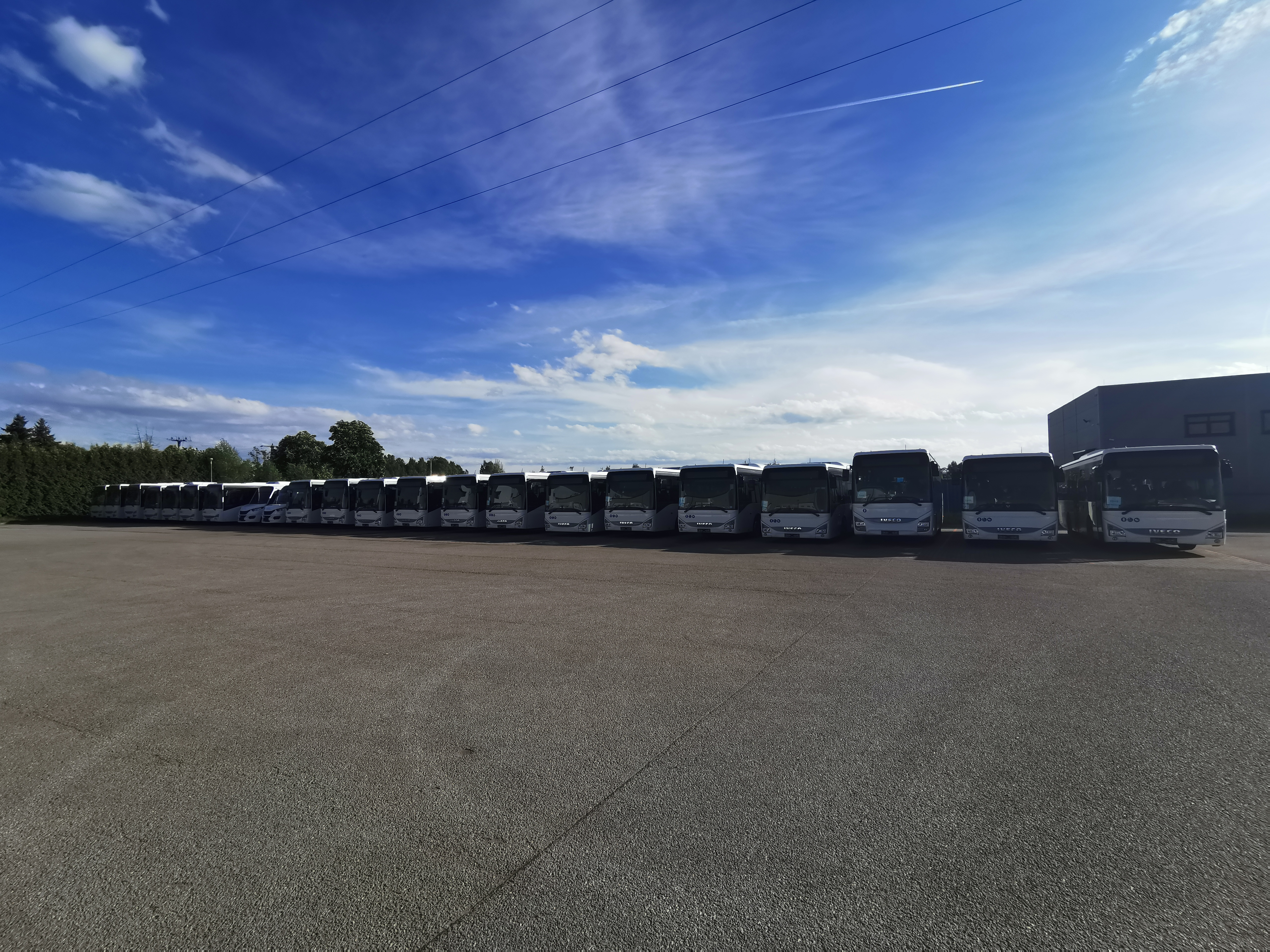
Autobusy BUSEM pro příměstskou dopravu Iveco Crossway, v pozadí též dva Rošero First v Jindřichově Hradci

ČSAD AUTOBUSY České Budějovice a.s. je autobusový dopravce v Jihočeském kraji založený 19. března 2003. od roku 2004 vlastněný z rakouskou společností Österreichische Postbus.[zdroj?]
Zajišťuje veřejnou příměstskou autobusovou dopravu v okresech Písek, Prachatice, Český Krumlov (včetně městské hromadné dopravy v Písku, Č.Krumlově, Vimperku, Milevsku a Prachaticích) a od 12. řervna 2023 v okresech Jindřichův Hradec a Strakonice s napojením linek do Českých Budějovic.[zdroj?]
Společnost provozuje přes 300 autobusů, jedná se zejména o vozy typu Iveco. Podle údajů obchodního rejstříku má společnost 405 zaměstnanců, základní kapitál 89 milionů Kč a roční obrat přes 750 milionů Kč.[zdroj?]
V květnu 2015 společnost zavedla novou obchodní značku busem, přičemž v logu má písmeno b tvar zdvihnutého palce jako facebookového lajku. Zároveň společnost na autobusech začala výrazně inzerovat novou webovou adresu www.busem.cz.
Firma bude od roku 2025 zajišťovat pro Kraj Vysočina dopravní obslužnost Jihlavska, Pelhřimovska a Humpolecka.

## Vlastnické vztahy
Společnost byla založena jako dceřiná firma dřívějším dopravcem ČSAD České Budějovice, a.s. (IČ 60827874, vznik 1. 1. 1994, přejmenována 2. 11. 2004 na 1. jihočeská finanční, a.s., zánik 18. 3. 2005 fúzí s firmou Cestovní kancelář FISCHER, a.s.), vzniklým privatizací státního podniku Československá státní automobilová doprava, státní podnik České Budějovice (IČ 00072559, 1. 1. 1989 až 19. 4. 2006, od 2. 6. 2005 v likvidaci). Ten navazoval na existenci dřívějších národních podniků ČSAD, jejichž historie začala roku 1949, zejména krajských národních podniků existujících cca v letech 1952–1960 a 1963–1991. V lednu 2002 byla část majetku podniku prodána firmě ČSAD JIHOTRANS a. s., dalšímu významnému dopravci v kraji, který podniká i v nákladní dopravě.[zdroj?]
Vlastníkem společnosti byly již zaniklé společnosti ČSAD České Budějovice (akcie v nominální hodnotě 57 milionů Kč) a ČSAD Prachatice (akcie v nominální hodnotě 32 milionů Kč). ČSAD Prachatice do firmy kapitálově vstoupila dnem 30. dubna 2003; byla zapsána 1. ledna 1994, dne 2. listopadu 2004 přejmenována na 2. jihočeská finanční, a.s.. Obě tyto firmy 18. března 2005 zanikly fúzí s firmou Cestovní kancelář FISCHER, a.s.. Údajně jsou pod kontrolou společnosti Atlantik finanční trhy.[zdroj?]
3. března 2004 dosavadní vlastníci prodali 100% akcií společnosti rakouské firmě ÖBB-Postbus GmbH. Ta v roce 2020 zfúzovala do společnosti Österreichische Postbus Aktiengesellschaft. Tato rakouská autobusová společnost je součástí skupiny kontrolované rakouskou železniční společností ÖBB Holding AG.[zdroj?]
Ještě před Postbusem usilovala o kapitálový vstup francouzská firma Keolis SA (působící v Česku prostřednictvím pobočky Sodeli CZ). Souhlas Úřadu pro ochranu hospodářské soutěže získala již v prosinci 2003. Prodejci však nakonec dali přednost novější rakouské nabídce.[zdroj?]

## Akvizice
K 1. únoru 2011 společnost převzala autobusovou dopravu firmy Ramvej Bus s.r.o. z Českého Krumlova. Společnost provozovala asi 7 lokálních linek z Českého Krumlova.
K 1. březnu 2011 firma koupila středisko autobusové dopravy od konkurenční firmy Doprava Záruba M&K s.r.o. z Vodňan a převzala jejích 24 zaměstnanců a 20 autobusů a její autobusové linky; převzaté vozy měla vybavit novým odbavovacím systémem a výhledově je chtěla nahradit modernějšími vozy.